# Excelsior Estates
Excelsior Estates è un villaggio degli Stati Uniti d'America, situato nello Stato del Missouri, diviso tra la contea di Ray e la contea di Clay.